# Dynamine dyonis
Dynamine dyonis är en fjärilsart som beskrevs av Jacob Hübner 1837. Dynamine dyonis ingår i släktet Dynamine och familjen praktfjärilar. Inga underarter finns listade i Catalogue of Life.